# جیمز براون (بازیکن فوتبال، زاده ۱۹۰۲)
جیمز براون (انگلیسی: James Brown; ۱۵ اکتبر ۱۹۰۲ – ۱۹۶۵ (۶۲−۶۳ سال)) بازیکن فوتبال اهل بریتانیا بود.
از باشگاه‌هایی که در آن بازی کرده‌است می‌توان به باشگاه فوتبال دارلینگتون اشاره کرد.